# Pfarrkirche Scharnstein

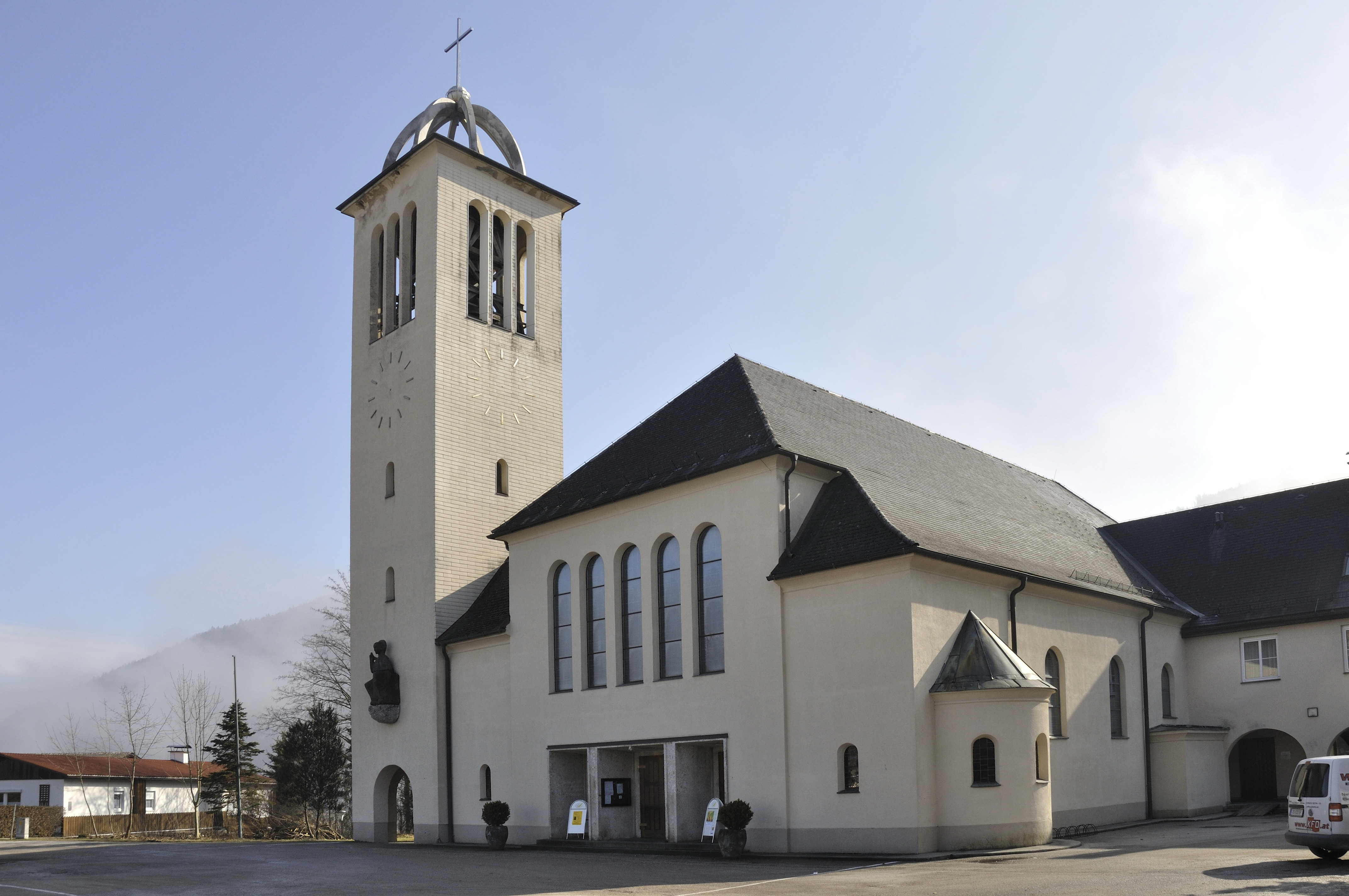
Katholische Pfarrkirche hl. Berthold in Scharnstein

Die römisch-katholische Pfarrkirche Scharnstein steht in der Gemeinde Scharnstein im Bezirk Gmunden in Oberösterreich. Sie ist dem heiligen Berthold geweiht und gehört zum Dekanat Pettenbach in der Diözese Linz. Das Bauwerk steht unter Denkmalschutz.

## Lagebeschreibung
Die Kirche steht an der Adresse Kirchenplatz 1 direkt im Ortszentrum von Scharnstein.

## Geschichte
Aufgrund der stetigen Bevölkerungszuwanderung nach Scharnstein wegen der Metallindustrie wurde bereits um 1912 der Wunsch nach einer Kirche in Scharnstein geäußert. 1941 wurde eine Kaplanei gegründet, wobei die Gottesdienste vorläufig in der Schlosskapelle stattfanden. Die Pfarrkirche wurde in den Jahren 1953 bis 1956 nach Plänen von Hans Foschum erbaut. Die künstlerische Innenraumgestaltung sowie der Altar stammen vom Bildhauer Sepp Moser aus Neukirchen bei Altmünster. Die Kirche wurde am 7. Oktober 1956 geweiht.
1958 wurde die ebenfalls nach Plänen von Foschum errichtete Werktagskapelle geweiht.